# Ding flof bips
DING FLOF BIPS is een Nederlands ezelsbruggetje dat door het Nederlandse Nationaal Forum voor de introductie van de euro naar voren geschoven werd om de 12 EU-landen te onthouden die op 1 januari 2002 de euro invoerden als wettig, nationaal betaalmiddel.
Het betrof:
- Duitsland
- Ierland
- Nederland
- Griekenland
- Finland
- Luxemburg
- Oostenrijk
- Frankrijk
- België
- Italië
- Portugal
- Spanje

Dit ezelsbruggetje werd bedacht door Pim Gerrits bij het reclamebureau Publicis dat de eurocampagne van het Nationaal Forum voor de introductie van de euro ontwikkelde.
Het ezelsbruggetje werd gebruikt in een van de talloze Postbus 51-spots die onder de vlag van het Nationaal Forum werden uitgezonden.
Het ezelsbruggetje negeert echter drie landen (Monaco, San Marino en Vaticaanstad) die eveneens op 1 januari 2002 de euro invoerden als wettig betaalmiddel.

## Opvolger
Door latere uitbreidingen van de eurozone (ten eerste op 1 januari 2007, toen Malta en Cyprus toetraden) was het ezelsbruggetje binnen enkele jaren achterhaald.
Uit een verkiezing van het Genootschap Onze Taal werd in 2011 (het in 2014 alweer verouderde) Sms ff bondige clips als opvolger gekozen.
Deze gaat als volgt:
- Slovenië
- Malta
- Slowakije
- Finland
- Frankrijk
- België
- Oostenrijk
- Nederland
- Duitsland
- Ierland
- Griekenland
- Estland
- Cyprus
- Luxemburg
- Italië
- Portugal
- Spanje